# Бабинець (водоспад)
Бабине́ць — гідрологічний природний об'єкт в Українських Карпатах (масив Покутсько-Буковинські Карпати). Розташований на струмку Бабин, права притока Рибниці (басейн Дунаю), в селі Бабин Косівського району Івано-Франківської області біля церкви Вознесіння Господнього (ПЦУ) на відстані приблизно 3 км від автошляху Р24 (Татарів — Кам'янець-Подільський).
Загальна висота перепаду води — близько 4 метри. Утворився в місці, де потік перетинає скельний масив флішового типу. Водоспад знаходиться майже в центрі села, проте маловідомий туристичний об'єкт. Особливо мальовничий після рясних дощів або під час танення снігу.
За 100 метрів нижче, на цьому ж потоці, біля пішохідного моста, розташований водоспад Бабинець Нижній (1,5 м).

## Світлини та відео

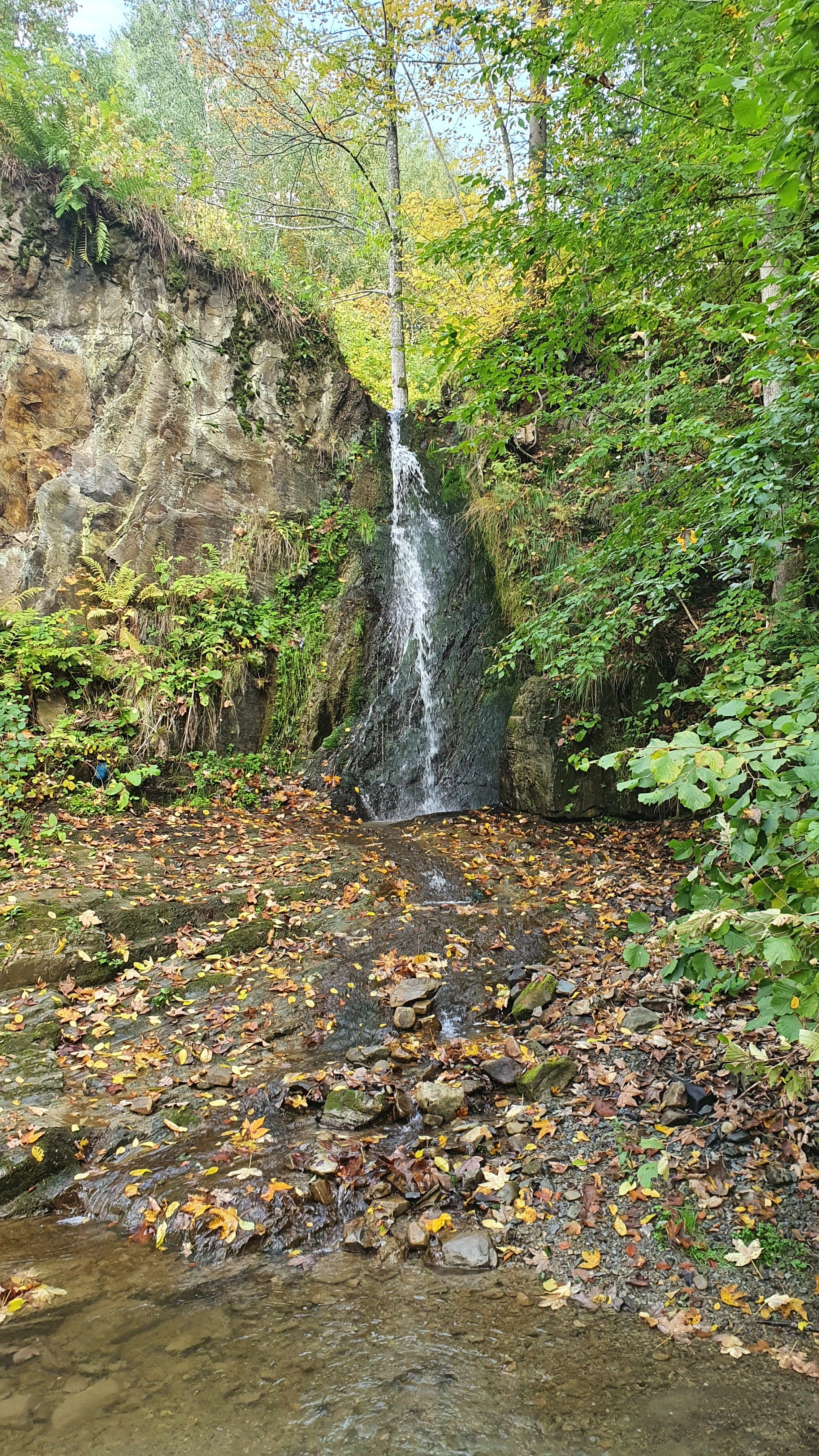
Водоспад здалеку
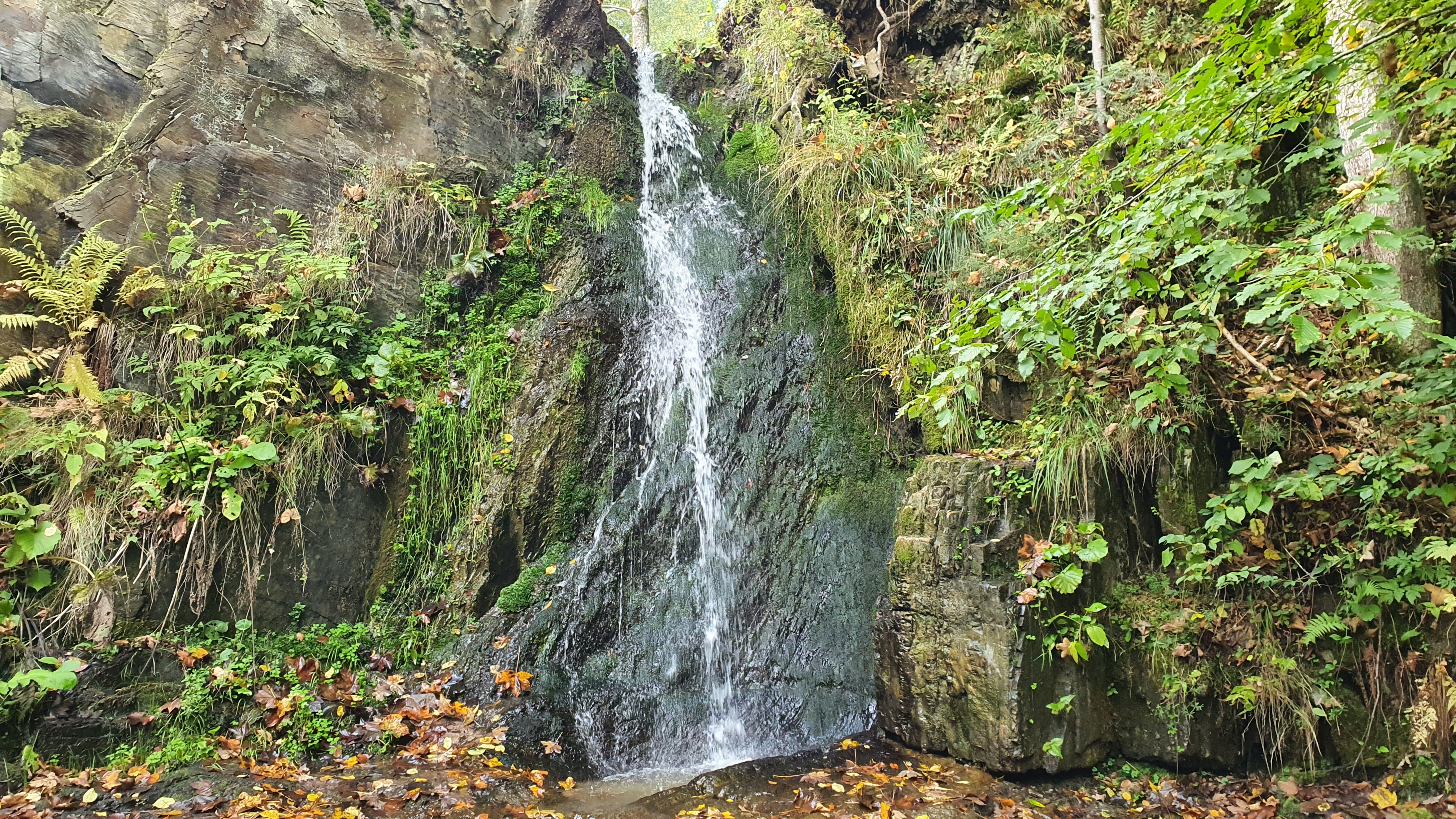
Водоспад зблизька
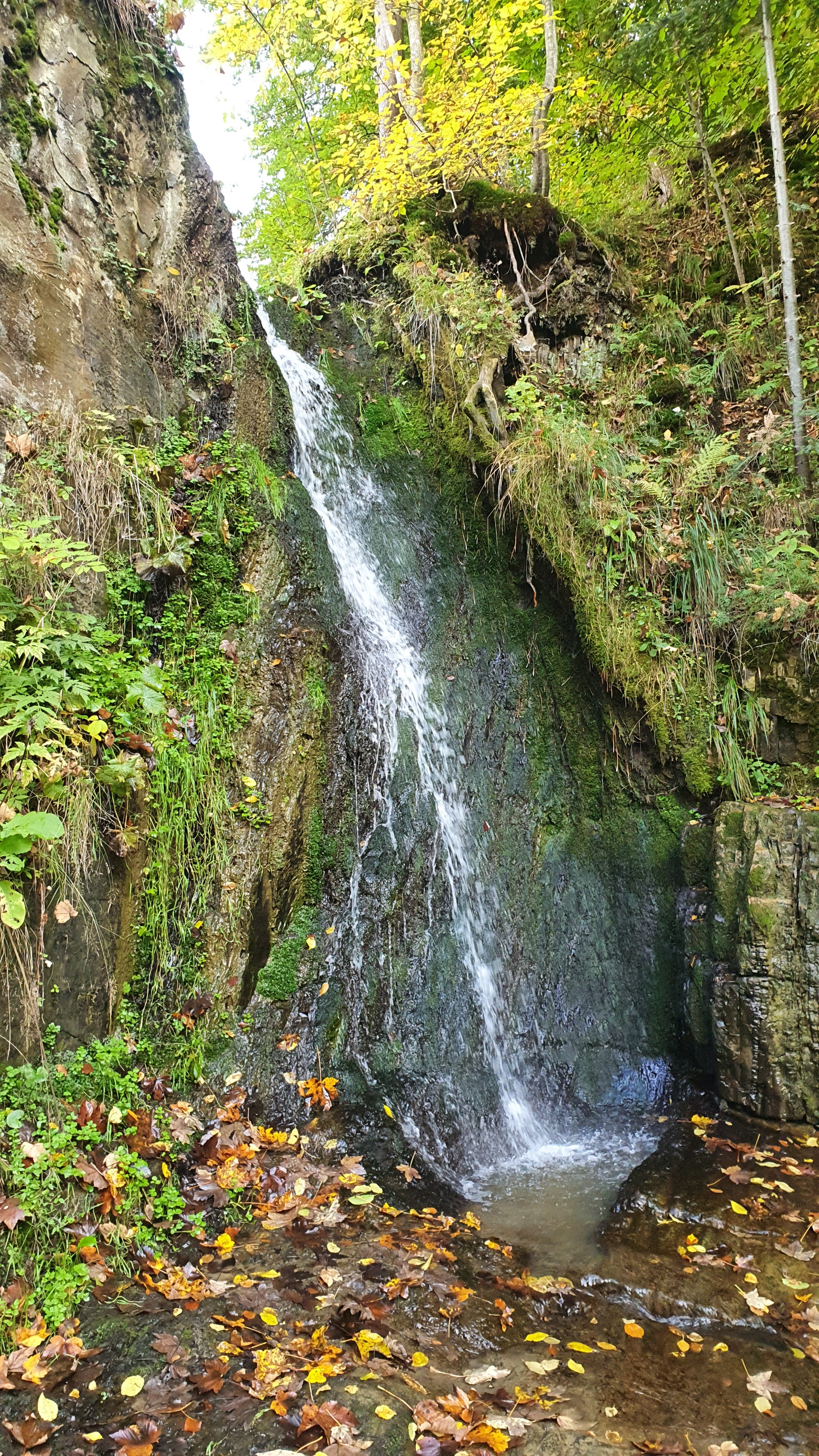
Водоспад збоку
- Відео водоспаду